# Djibriel
Djibriel (Arabisch: جبريل) is een engel en meer in het bijzonder een aartsengel, die als boodschapper van God een belangrijke rol speelt in de islam. Djibriel is in het christendom bekend als Gabriël.

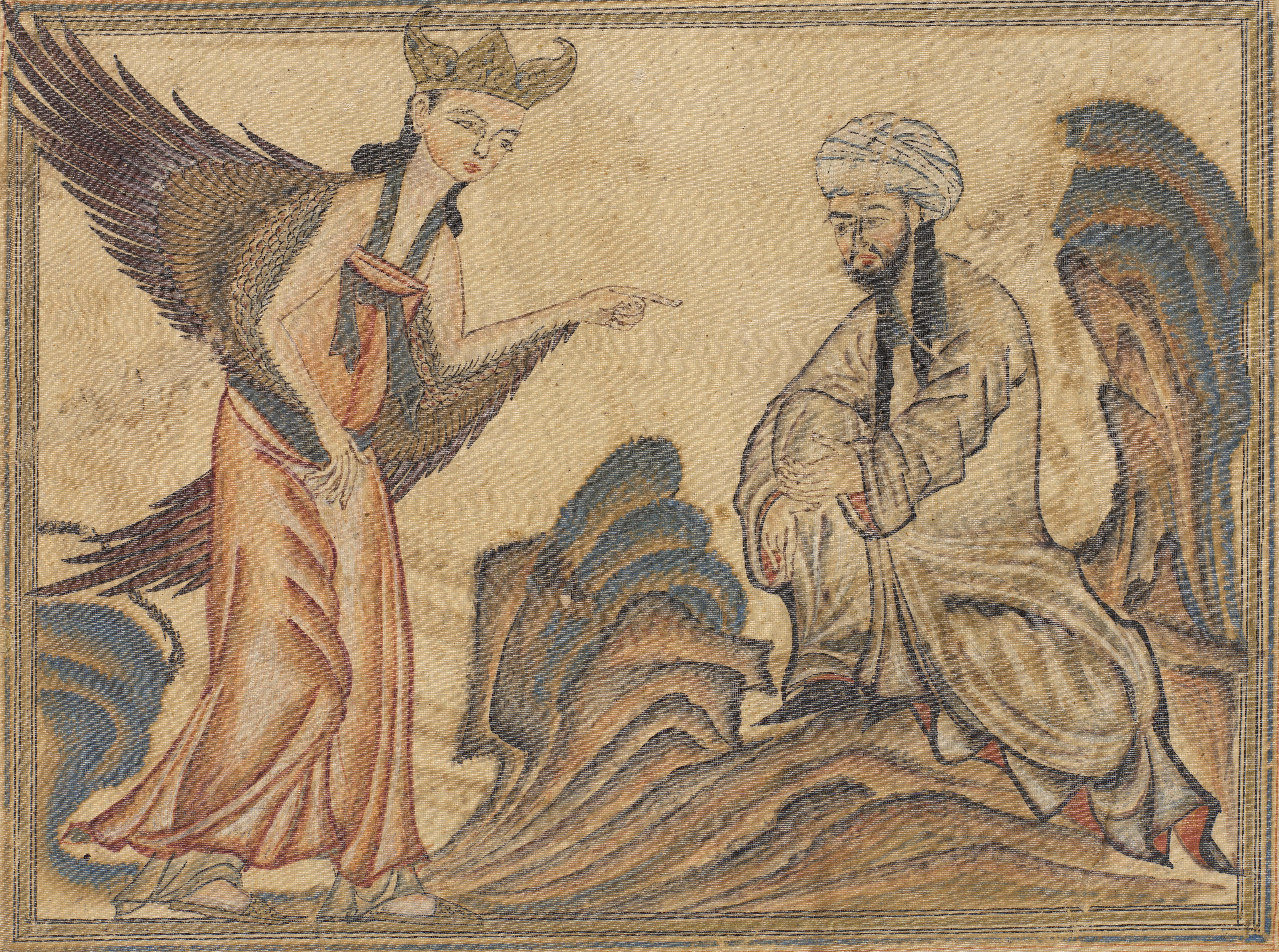
Afbeelding uit 1307 van Mohammed met aartsengel Gabriël

Volgens de islam kan alleen de aartsengel Djibriel een openbaring naar de profeten brengen, aangezien dit zijn enige taak is. Hij wordt in de Koran ook wel 'Roeh ol-Amien' (Betrouwbare Geest) en 'Roeh ol-Qods' (Heilige Geest) genoemd. Djibriel is een van de grote vier aartsengelen en tevens de grootste en eervolste onder hen. In Koran noemt God na zijn eigen naam direct de naam van Djibriel. Daarna volgen de overige aartsengelen. Ook wordt hij door God enkel Rûh, (lees: Roeh) (Geest) genoemd. Volgens uitleggers van de Tafsir maakt God hiermee (als Mijn Geest) onderscheid tussen Djibriel en de overige engelen, als ook om Zijn liefde en intimiteit met Djibriel te benadrukken.
Binnen de islam heeft Djibriel een onvoorstelbare kracht en wijsheid. 
Volgens de tradities openbaarde God zich door de stem van Djibriel aan de profeet Mohammed en dicteerde de Koran aan hem. Hij zou Mohammed ook begeleid hebben op zijn reis naar de hemel, hel en Jeruzalem.

## Koran
Djibriel wordt in de Koran op drie plaatsen met name genoemd; op ten minste drie andere plaatsen zijn mogelijke toespelingen op hem te vinden.
- Een mogelijke toespeling op Djibriel als brenger van de Openbaring (de Koran) aan Mohammed wordt (zonder naamsvermelding) gemaakt in:
  - Soera De Dichters 193-195: Over de openbaring van de Koran in het Arabisch door de getrouwe Geest.
  - Soera De Ster 4-18: Onderricht over de openbaring door een eerbiedwaardige bode, bekleed met macht bij de Heer van de Troon; een geweldige kracht, een wijsheidsvolle.
  - Soera Het Opvouwen 23: degene die Mohammed heeft gezien aan de heldere horizon.

- Soera De Koe handelt over de vijandigheid van de joden jegens Gabriël:
  - Aya 97 luidt: "Zeg: "Al wie een vijand van Gabriël is" - want waarlijk, hij openbaarde het op Gods bevel aan uw hart, vervullende datgene, wat voordien kwam, een leidraad zijnde en een blijde mare voor de gelovigen."
  - Gevolgd door aya 98, luidende: "Al wie een vijand is van God en Zijn engelen en Zijn boodschappers en Gabriël en Michaël, waarlijk, God is een vijand van zulke ongelovigen."
- In soera Het Bedrog 4 wordt Gabriël de helper van de Profeet genoemd.

Binnen de islam komen enkele grafische voorstellingen van Gabriël voor.